# فخرى كايا
فخرى كايا (بالتركية: Fahri Kaya)‏ معلم تركى وأديب يجمع في كتابته بين الشعر والقصص. ولد في كومانوفو 15 يونيو 1930

## حياته
في عام 1930 ولد في كومانوفو. والدته فاطمة هانم ربة منزل وكان والده يعمل في مجال التعليم. أنشأ والده أول مدرسة تركية في كومانوفو وهي مدرسة النور وعمل مدرسا لها عامين متتالين. ونظرا لكثرة تواجد البلغاريين في كومانوفو كانت اللغة البلغاريه تدرس في المرحلة الإعدادية في مدينه كومانوفو بطريقه مستمرة. وقد استمر التعليم باللغة المقدونيه حتى نهاية 1944. ولقد عين والده معلم للغه التركيه وآدابها في الدورات التدريبيه التي افتتحت من أجل تطوير المعلم في المدارس التركيه في عام 1946. ولقد انتقل فخرى بصحبة عائلته إلى سكوبيه. كتب دورات تدريبيه من أجل أن يصبح معلم في سكوبيه. أثناء مداومته في الصف الثالث الثانوى حصل على دورة دراسيه استمرت ثلاثة أشهر، عين بعدها معلما من قبل وزارة التعليم القومى. وصل إلى ياكيموفا التابعه لستيب. أنشأ بها مدرسه بدأ فيها من الصفر في تاريخ 1 أكتوبر 1946. بعد شهر واحد من إنشائها صار مديرا لهذه المدرسة بعد أن كان معلما فيها وهو في سن السادسة عشر من عمره. في بدايات الشهور الأولى لعام 1950 مكن الطلاب الأتراك من المشاركة في الاحتفالات الشعبية الأولى التي نظمت في ستيب. على مدار الأربع سنوات التي ظل بها في القرية انتهى من الأعمال الخارجيه لمدرسة المعلمين الموجوده في ستيب، وقد طور المعارف الثقافيه بواسطة التعليم. واصل تعليمه العالي في كلية فقه اللغة بقسم العلوم الشرقية الكائنه في بلغارد. ولقد اشترك في الاجتماعات والمناقشات المتنوعة لكونه عضوا في نادى الأدباء ومن هنا أصبح عضو رئاسه اتحاد الطلبة في كلية فقه اللغة. ولقد أنشأ علاقة عمل مع راديو أوسكوب شهر سبتمبر 1954, الذي من خلاله كون ندوات تربويه وثقافيه. بعد عامين انتقل إلى مجلة السعادة التي كان يديرها نجاتى زكريا كما أنه عمل في مجلة براعم التي بدأت مجددا في الظهور وكان عمله في مجلتى السعادة وبراعم في وقت واحد. كل ذلك مع استمراره في مهنة الراديو. في عام 1958 غادر فخرى كايا من داتسكا رادوست الذي عمل به. ثم بعد ذلك اشتغل في مجلة الإتحاد ما بين أعوام 1958 و 1969. في فترة من الزمن قصيره شغل منصب مساعد رئيس ومساعد كاتب مسئول. بعد مغادرة فخرى كايا من الجريدة اشتغل بالسياسة. ولقد كرس حياته خلال عامين بالمشكلات الثقافية للحكومة المقدونيه.من بعدها أصبح في وظيفة رئيس الوزراء ثم أصبح عضوا باللجنة التنفيذيه للإتحاد الشيوعى بمقدونيا في أواخر عام 1974. ثم بعد ذلك تم اختياره لرئاسة الحزب. في عام 1982 تم اخياره عضوا ضمن اللجنة التي تحدد مهام رئيس جمهورية مقدونيا والمكونه من سبع أعضاء. ثم أحيل إلى التقاعد من مناصبه العليا للدوله التلى عمل بها لمدة ثمانى سنوات. قد أصبح متقاعد عن العمل عام 1991. ثم انتقل إلى سكوبيه ليعيش بها وذلك عام 2010 لتستمر مساهماته للحياة الفنيه والثقافيه التركيه في البلقان. 

## التعليم
كان يقوم فخرى كايا بتعليم اللغة التركيه وآدابها في المدرسة الابتدائية تفيز الموجودة في سكوبيه والتي كانت بدون معلم بسبب هجرة المعلمين منها كما كان يقوم أيضا بتعليم اللغة التركيه كذلك في مدرسة علم التربية العليا التي في سكوبيه. لقد أعد بمفرده كتب لتعليم القرآء وكراسات للتدريب، ثم اشترك بعد ذلك مع نجاتى زكريا في إعداد كتب أخرى للمدارس التركيه والتي في مقدونيا وكوسوفو. في عام 
1957 حتى عام 1995 جهز معظم كتب القرآءه التي تدرس في المدارس التركيه في مقدونيا وكوسوفو. كما ترجم الكثير من الكتب العلمية إلى اللغة التركيه. كما أعد الحروف الهجائية بأسلوب جديد لأجل طلاب كوسوفو. لقد نشرت أول أبجدية للغه التركيه في كوسوفو بعد الحرب العالميه الثانية.

## الأعمال الأدبيه
لقد بدأ بكتابة أشعاره الأولى التي كتبها بشأن الأطفال في ياكيموفا’ عام 1964. حيث أصبح الطلاب هم الجمهور الأول لهذه الأشعار. لقد جمع أشعاره الأولى في كتابه المسمى «الخطوات الأولى». وأصبح هذا الكتاب أثرا كبيرا في يوغوسلافيا بعد الحرب العالميه الثانية. والأهم من افتتاحه هو انه الأول الذي نشر من أجل الأطفال وأصبح صاحب المكانة الرابعه في تاريخ دار النشر الحديث. يعتبر فخرى كايا من شخصيات الأدب الذي كتب قصص للأطفال بجانب الشعر. والذي كان يشرح لهم القصة بأساليب بسيطه بحيث يتثنى ويسهل لهم فهمها. لقد نشرت له وزارة التعليم القومى للجمهورية التركيه الكتب التي تحتوى على قصص الأطفال في عام 2001 في أنقرة.
تناول كايا في قصصه التي كتبها أولئك الاشخاص المتقدمين في السن والذين لم يكونوا من أصحاب الحظ لكونهم مرتحلين عن بلادهم ولم يكتب لهم أن يدفنوا في الأراضي التي ولدوا بها. وقد ترجمت بعض هذه الحكايات التي تناولها إلى اللغة المقدونيه واللغة الإنجليزيه أيضا. لقد وجد لفخرى كايا أشعار لأجل المسنين إلا أن هذه الأشعار لم تجمع في كتاب واحد حتى يوليو 2010. كما كتب أعماله الادبيه في النقد، وتجربته الشخصية، وأعمال أخرى. واستمر قى الكتابة بشأن الادب المسرحى الذي كان يؤدى في المسارح التركيه المتنوعه في البلقان وبخاصه في يوغوسلافيا. كما كتب عن أولئك الذين كانوا يصنعون المسرحية والممثلين الذين كانوا يؤدون هذه المسرحيات. وقد كتب مقالات متعلقه بشان الأنشطة الثقافيه التركيه في مقدونيا وكوسوفو. وبجانب دراساته الأدبية فقد قام بعمل دراسات تتعلق بالعلوم وبالثروة التاريخيه الغير معلومه في بلاد البلقان كما قام بعمل أبحاث من أجل كشف بعض الأحداث الغامضة للنور وايضا من أجل إيضاح مدى عمق التواجد التركي في بلاد البلقان. إضافة إلى ذلك انه كتب مقالات بحق كل من يحيي كمال بياتلى وصبرى بيركل اللذان يعتبران من أهم الشخصيات الأدبيه في سكوبيه. كما أعد مختارات عديده فيما عدا مختاراته الفنيه وجدت له أيضا مختارات عظيمه والمكونه من أشعار لناظم حكمت. وقد طبعت هذه المختارات باللغة الألبانيه عام 1982 على يد الشاعر آدم غيتانى. هذه المختارات المصاحبة لتجارب كثيرة بحق الشاعر قد تم نشرها باللغة المقدونيه بعنوان «الحنين والفراق». وقد كتب باللغة المقدونيه تلك المختارات التي اخذها من شعر مليح جودت والتي وضع لها عنوان (عالم جديد) وباللغة المقدونيه سمى «عدن نوف سفيت». كما أن الأشعار التي اختارها من أورخان ولى، اوكتاى رفعت ومليح جودت قد تم نشرها في كتابه المسمى (الجديد القديم) ويسمى باللغة المقدونيه «نوفو ستارو». عمل كايا أيضا مختارات تسمى (الشعر التركى المعاصر). ومن الجدير بالذكر أن أعمال ذلك الشاعر الشعبي التركى وصلت إلى سبعين أثرا. إلا أن هذه المختارات تعتبر الأهم بسبب إكسابها للشعراء الأتراك حب الشعر المقدونى والتدقيق الواسع للشعر التركى المعاصر في الكتب وجعله متصدرا للمراجع والمصادر للشعراء. في عام1953 ظهرت مختارات له باسم «أمثال تركيه» من بين منشورات «داججا كنيجا» بواسطة الدكتور ماريجا دوكانوفيتش. لقد وجدت له مختارات عديدة التي نشرت من قبل الكتاب الأتراك المعاصرين بالأدب الشعبي التركى في مجلات متنوعه، كما وجد له أيضا مختارات ومقالات مترجمه. ولقد أعطى فاضل حسنى داغلارجا جائزة نيشان الذهبيه في أمسيه شعريه في ستروغا بسبب مقالته التي تحتوى على إبداع وشخصية الكاتب في المختارات التي كتبها فخرى كايا. في عام 2010 أعطى فخرى كايا جائزة من مجلة تركيتى التي كانت تصدر باللغة التركيه في كوسوفو.

## مشاركته الفنيه
تواجد في كلا من الولايات المتحده الأمريكيه، إنجلترا، فرنسا، ألمانيا، والاتحاد السوفيتى للمشاركه في العديد من الأنشطة، والمؤتمرات الثقافيه. كما اشترك أيضا في المؤتمرات والاجتماعات الكائنه في تركيا في جامعة أنقره غازى وجامعة اولداغ في بورصة وجامعة قوجه ايلي في قوجه ايلي. إضافة إلى ذلك فلقد وصلت شعاراته مكانه مرموقه في المؤتمرات والاجتماعات الدوليه التي نظمتها مؤسسة اللغة التركيه والمؤسسة التاريخيه التركيه.

## أعماله

### آثاره الأدبية باللغة التركيه
- الخطوات الأولى
- أصوات من القرى (1958)
- الوداع (1965)
- الوداع (قصص الأطفال) (1978)
- أحلام الأطفال (1991)
- الشعر التركى المعاصر في يوغوسلافيا القديمه (مختارات) (إسطنبول) (1992)
- مختارات من الشعر المقدونى المعاصر (مختارات) (أنقرة) 1993
- كتابات مختاره (بحث) (1994)
- مختارات من ادب البوشناق المعاصر (مختارات) (إصدارات تصريح القروض) (Yapı Kredi Yayınları (1995)
- السيده الصغيره (قصص للأطفال) (1997)
- شمس الضحى (قصص للمسنين)
- نافذة الآداب (كتاب المرحلة الابتدائية)
- الآداب (كتاب المرحلة الثانويه)
- كتب تدريبيه باللغة التركيه (كتب دراسيه)
- كتابات من أجل صغار أدباء مقدونيا (مختارات)
- أمثال تركيه (مختارات)
- قوس قزح (مقتطفات ادباء اتراك يوغوسلافيا)
- حكايه أتراك يوغوسلافيا
- بصمات الأتراك في يوغوسلافيا (أبحاث) (2009)
- اليوم الحالى (أبحاث) (2010)
- نحو الغروب (قصص للمسنين) (في مرحلة النشر)

### آثاره الأدبيه بلغات أخرى
- حكايات تركيه (اللغة الصربيه)
- عدن نوف سفيت (اللغة المقدونيه)
- نوفو ستارو (اللغة المقدونيه)